# Mahamat Mahdi Ali
 (mai 2010).
Si vous disposez d'ouvrages ou d'articles de référence ou si vous connaissez des sites web de qualité traitant du thème abordé ici, merci de compléter l'article en donnant les références utiles à sa vérifiabilité et en les liant à la section « Notes et références ».
Mahamat Mahdi Ali, né vers 1964 (ou vers 1969) au Tchad, est un opposant politique au régime d'Idriss Deby. Il est membre de plusieurs groupes armés rebelles et fondateur du groupe rebelle Front pour l'alternance et la concorde au Tchad (FACT), créé en 2016.

## Biographie
Réfugié politique pendant plus de 25 ans en France, il milite au sein du parti socialiste français à la fédération PS de la Marne, en Champagne-Ardenne, où il suit des études de droit et sciences économiques.
À la fin de la décennie 1990, il est l'un des dirigeants du groupe rebelle toubou, le Mouvement pour la démocratie et la justice au Tchad (MDJT). Il est le président de la commission du MDJT lors de réconciliation entre ce dernier et les autorités du Tchad.
Rentré au Tchad en 2005, il est nommé inspecteur au ministère des Infrastructures.
Il rallie l’Union des forces pour la démocratie et le développement (UFDD), une des nombreuses rébellions tchadiennes basée au Soudan à cette époque et impliquée dans la guerre civile tchadienne (2005-2010), et en devient en mars 2009 le « secrétaire général ».

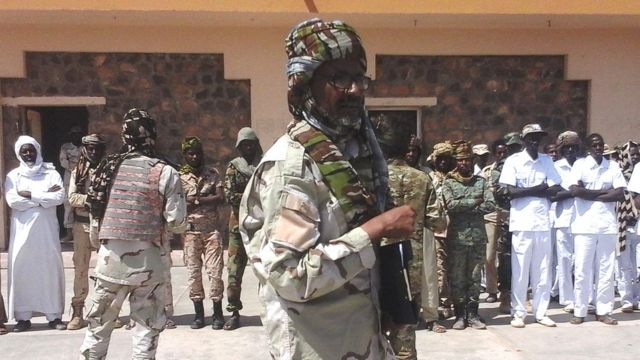

En mars 2016, Mahamat Mahdi Ali annonce la création d'un nouveau groupe armé dans l'extrême nord du Tchad qu'il baptise Front pour l’alternance et la concorde au Tchad (FACT). Il prétend être à la tête de 9000 hommes.
Le 18 janvier 2017, les autorités françaises gèlent ses avoirs financiers, ainsi que ceux de Mahamat Nouri (groupe rebelle UFDD), au titre de l’article L562-1 du code monétaire et financier qui prévoit « le gel de tout ou partie des fonds, instruments financiers et ressources économiques […] qui appartiennent à des personnes physiques ou morales qui commettent, ou tentent de commettre, des actes de terrorisme » en raison de sa proximité avec les islamistes. La presse reste sceptique sur la qualification de « terrorisme » des activités des trois opposants. Le chef rebelle, pour sa part, proclame le caractère laïc de sa lutte, ainsi que son effort contre le djihadisme.
Un procès de 454 membres présumés du FACT s'ouvre en février 2023. Ils sont accusés d'avoir assassiné Idriss Déby, de terrorisme, d'enrôlement de mineurs et d'atteinte à la sécurité de l’État. Le procès devant la cour criminelle de la cour d'appel de N'Djaména se déroule à la maison d'arrêt de Klessoum. Ces personnes ont été arrêtées lors de l'offensive de 2021. Les avocats des accusés n'ont eu accès aux dossiers que l'avant-veille de la première audience,. Le 21 mars, le procès aboutit à la condamnation à vie de 430 accusés. Mahamat Mahdi Ali est condamné à perpétuité par contumace tandis que 24 accusés sont acquittés.